# Dulce ilusión
Dulce ilusión es una telenovela venezolana tipo infantil hecha por RCTV entre los años 1993 y 1994, escrita por Mariela Romero, protagonizada por Coraima Torres y Gabriel Fernández y la actuación antagónica de la primera actriz Marisela Berti. Esta fue la primera telenovela en usar dibujos animados con personas reales, y es la única en la historia de las telenovela venezolana. El gran éxito de la telenovela se debió en parte a la gran innovación de los dibujos animados. Los personajes animados fueron desarrollados por el legendario animador Félix Nakamura y su equipo.

## Sinopsis
Dulce María nació en un paraíso tropical próximo a Viña del Mar. A la muerte de sus padres recibe una gran fortuna en dinero y tierras; sin embargo, es despojada de todo por una malvada gobernadora. En lugar de ser criada como una joven con dinero, es obligada a trabajar como sirviente para esa mujer y sus dos hijas. 
A pesar de su desgracia, Dulce María es una joven feliz que se gana los corazones de todos los que la rodean, especialmente de la gente del pueblo local, donde un joven que la considera particularmente atractiva la ayuda haciendo uso de unos extraños poderes. Al mismo tiempo, Dulce María se reencuentra con su amor de la infancia y juntos luchan por recuperar su fortuna perdida y establecer una vida juntos. 
Esta telenovela está inspirada en el cuento fantástico de Cenicienta, ya que tiene todos los elementos de la historia original: una hermosa mansión, una malvada bruja, dos hermanastras, un príncipe, una fiesta donde se pierde una zapato y además tres compañeros animales animados que entretienen la historia.

## Elenco
- Coraima Torres -  Dulce María Arreaza
- Gabriel Fernández -  Juan Francisco Corona
- Marisela Berti -  Zarina Escalante Burgos Vda. De Arreaza
- Félix Loreto -  Don Justo Corona
- Crisol Carabal -  Sarita Arreaza Escalante
- Hilda Abrahamz - Alicia Reverón Anzola
- Romelia Agüero - Doña Gardenia Flores
- Carlos Arreaza -  Juan Pérez Matos "El Junior"
- Dolores Beltrán (†) - Doña Rosa Flores
- José Daniel Bort -  Andy Pérez Matos
- Marcos Campos -  Dr. Arturo Tracala
- Estelita del Llano - Sor Ada
- Manuel Escolano - Don Enrique Ríos Ibáñez
- Janeth Flores -  Reinita Álvarez Escalante
- Bettina Grand - Pascualina Contreras
- Denis Hernández -  Emperatriz Escalante De Guaramato
- Karl Hoffman - Comandante César Guaramato
- Saúl Martínez - Edison Flores
- Erika Medina -  Tricita Guaramato Escalante
- Frank Moreno - Don Rómulo Pérez Matos
- Rafael Romero - Ciclista Jorge Rueda
- Francis Rueda - Doña Digna De Corona
- Tania Sarabia -  Reina Escalante De Álvarez
- Nancy Soto  - Doña Hortensia Flores
- Virginia Urdaneta - Doña Lucrecia
- Amado Zambrano - Armando Álvarez Corro

ACTORES INVITADOS:
- Gisvel Ascanio - Alicia De Arreaza +
- Jorge Palacios -  Don Tomás Arreaza +
- Martha Pabón -  Marquecita Escalante Burgos
- Pedro Marthan - Don Humberto Baloyán
- Vicente Tepedino - Lic. Carlos Del Cerro

ACTUACIONES ESPECIALES:
- Irina Rodríguez - Sor Recojo
- Adelaida Mora - Sor Silencio
- Dora Mazzone -  Egleé Bustillo
- Leopoldo Regnault - Dr. Ermocrate Cabrera

ACTUACIONES ESTELARES:
- José Manuel Ascensao - Locutor Siwil
- Janín Barboza -  Sor Angustia
- Luis Betancor - Ciclista Aquiles Cadenas
- Ricardo Bianchi -  Gustavo Ríos Ibáñez
- Ron Duarte - Ángel Custodio
- Lorenzo Henríquez - Próspero
- Orlando Hernández - Cirano Flores
- María Cristina León - Xiomara De Pérez Matos
- Néstor Maldonado - Peter Ríos Ibáñez
- Bertha Moncayo (†) - Doña Maquiavela Burgos Vda. De Escalante
- Jonathan Montenegro - Eduardo Pérez Matos "Lalo"
- María Cecilia Oduber - Dorita Marti
- Leonardo Marrero - Él mismo
- Rolando Padilla - José Clavo Flores
- Araceli Prieto - Frau Gudrum
- Graciela Zavatti - Marylin Guerrero Zamora
- Henry Soto -  Jacques Delfín
- Engelbert Rosero

CON LOS NIÑOS
- Jessi Gravano - Gabriela Flores
- Yamileth Rueda - Betty Lunieres Flores
- Maikel Barrientos - Kiko Flores
- Ronald Elizabeth
- Rogher Zamora - Fito Flores

VOCES
- Raúl González -  Voz de Homero
- Mercy Mayorca -  Voz de Finita
- Eduardo Gadea Pérez -  Voz de Prometeo

- Datos: Q5814980